# 艾于克拉
艾于克拉（挪威語：Aukra）是挪威默勒-魯姆斯達爾郡的一個市镇，行政中心为法尔克许塔村。市镇面积为60.65平方公里，人口数量为3,654人（2023年），人口密度为每平方公里60.3人。